# مضخة تفريغ

مثال علي إحدى المضخات الفراغية.

مضخة التفريغ  (أو مضخة تخوية) هي أداة تزيل جزيئات الغاز من حجرة مغلقة لتخلق الفراغ. اخترعها العالم والمخترع الألماني أوتوفون جوريك عام 1650 ميلادية..
توجد عدة أنواع من المضخات الفراغية والتي تعمل على خفض الضغط، وحسب المستوى المطلوب من الضغط. فهناك مضخات تعمل من الضغط الجوي 760 تور إلى تقريبا 1 تور أوائل حتى 10-3 تور، وهذه تستخدم في المجالات الصناعية كالصناعات الغذائية والأدوية وغيرها، ومن هذه المضخات المضخة الماءية والميكانيكية. اما بالنسبة لمستويات الضغط الأقل فيمكن استعمال مخات الانتشار ومضخات الامتياز المبردة بالنيتروجين السائل وهذه المضخات تحتاج المضخات الميكانيكية لتفريغ الهواء حتى 10-2 تور على الأقل. توجد كذلك مضخات أخرى من بينها ما يسمى المضخات الجزيءية والتوربو جزيءية ومضخات الامتصاص المبردة.